# TV Hochdorf
Der TV Hochdorf (Turnverein 1894 Hochdorf), gegründet 1894, ist ein traditionsreicher Sportverein in der rheinland-pfälzischen Gemeinde Hochdorf-Assenheim, der durch die Erfolge seiner Handballer überregional bekannt wurde.
Die sportlich erfolgreichsten Zeiten des Vereins waren die 1960er und 1970er Jahre; im modernen Hallenhandball wie im traditionellen Feldhandball war der TV Hochdorf 1966 Gründungsmitglied in den Südstaffeln der damals vom DHB neu eingeführten Bundesligen der beiden Sportarten.
In der Saison 2013/14 spielte die erste Mannschaft des TVH (Die Biber) in der Südstaffel der 3. Handball-Liga.

## Handball
Der größte Erfolg der Hochdorfer Handballer – die Vizemeisterschaft in der ersten Bundesliga-Saison 1966/67 – kam überraschend: Denn der TVH hatte sich zuvor nie für die Endrunden um die Deutsche Hallenmeisterschaft qualifizieren können und hatte sich auch bei der Endrunde der Südwestdeutschen Regionalmeisterschaft 1966 nur als Drittplatzierter für die Teilnahme an der neuen Handball-Bundesliga qualifiziert. In der Bundesliga Süd blieb die Mannschaft dann aber die sieben ersten Spiele lang ohne Punktverlust und führte die Tabelle nach Abschluss der Hinrunde überlegen an mit sechs Punkten Vorsprung auf ein dicht gestaffeltes Mittelfeld. In der Rückrunde musste Hochdorf zwar dann auch ein paar Niederlagen verkraften, unter anderem die höchste Heimniederlage aller Mannschaften mit einem 9:20 gegen den schärfsten Verfolger, die SG Leutershausen, den Vizemeister der Meisterschaftsendrunde 1966, blieb aber auch am letzten Spieltag mit einem knappen Punktvorsprung vor der SGL Tabellenführer. Das Endspiel um die Deutsche Handballmeisterschaft gegen den Sieger der Bundesliga Nord, den VfL Gummersbach, fand am 25. März 1967 in der Dortmunder Westfalenhalle statt; dies wurde hoch verloren (23:7).
Der TV Hochdorf konnte sich noch fünf weitere Spielzeiten in der Bundesliga Süd halten, konnte aber an den Erfolg der ersten Saison nicht mehr anknüpfen; am Ende der Saison 1971/72 musste der Abstieg hingenommen werden. Von 1972 bis 1975 spielte der TVH in der damals zweitklassigen Regionalliga Südwest, anschließend stieg der Verein in die drittklassige Oberliga ab.
Erst zehn Jahre später war der TVH wieder da, zur Saison 1983/84 gelang der Aufstieg; inzwischen war die Regionalliga Südwest – nach Einführung der 2. Handball-Bundesliga 1981 – allerdings zur dritten Spielklasse geworden. In den folgenden Jahren pendelte der TVH mehrfach zwischen Oberliga und Regionalliga. Zwischen 1998 und 2002 gingen die Hochdorfer eine Spielgemeinschaft mit der TSG Haßloch ein und spielten in dieser HSG Haßloch/Hochdorf erneut in der Regionalliga Südwest. Nach Aufkündigung der HSG dauerte es bis 2006, dass erneut der Aufstieg in die Regionalliga gelang. Seither konnte der TVH die dritte Spielklasse halten, zunächst in der Regionalliga, seit Einführung der Dritten Liga im Handball zur Saison 2010/11 in der Südstaffel der 3. Liga.
Die Jugendabteilung des TV Hochdorf spielte in der Saison 2018/19 mit der B-Jugend um die Deutsche Meisterschaft mit. Im Viertelfinale schied der TV Hochdorf gegen die Jugend des DHfK Leipzig aus, sicherte sich aber dadurch einen Startplatz in der A-Jugend-Bundesliga der folgenden Saison 2019/20.
Im Jahr 2020 erfolgte die Gründung des HLZ Hochdorf-Friesenheim zusammen mit der TSG Friesenheim.

## Feldhandball
Im Feldhandball hatte der TV Hochdorf schon früher als in der Halle Erfolge feiern können. Der Verein wurde 1962, 1965 und 1966 Südwestdeutscher Meister.
Über die Südwestdeutsche Regionalmeisterschaftsrunde konnte der TVH sich erstmals in der Saison 1960 für die Endrunde um die deutsche Meisterschaft qualifizieren, ebenso 1962, 1964, 1965 und 1966; Hochdorf scheiterte aber jeweils bereits in der ersten Runde.
Die folgenden sportlich stärksten Jahre des TV Hochdorf fallen zusammen mit dem langsamen Niedergang der Freiluftvariante des Handballspiels auf dem Großfeld. 1966 qualifizierte sich der TVH wie in der Halle auch auf dem Feld für die neu eingeführte Bundesliga und konnte die Klasse in allen sieben offiziellen Spielzeiten bis zum Ende der Sportart Feldhandball halten.
Auch im Feldhandball war die Vizemeisterschaft der größte Vereinserfolg, dies gelang in der Spielzeit 1970: In der Bundesliga Süd war Hochdorf nur Zweiter hinter der SG Leutershausen geworden, konnte sich aber in den beiden Halbfinalspielen gegen den Sieger der Nordstaffel, den TuS Wellinghofen, knapp mit einem Tor Vorsprung durchsetzen. Im Finale am 16. August 1970 in Minden unterlag Hochdorf dem TSV Grün-Weiß Dankersen mit 15:11.
Diesen Erfolg konnten die Hochdorfer zwei Jahre später bei der als Pokalwettbewerb ausgetragenen Spielzeit 1972 wiederholen; Hochdorf war mit deutlichen vier Punkten Vorsprung vor der TS Steinheim Sieger der Südstaffel geworden. Nach den von den Südvereinen gewonnenen Halbfinals trafen die beiden Vereine im Endspiel am 20. August 1972 in Rüsselsheim erneut aufeinander, in der Verlängerung musste sich Hochdorf geschlagen geben (15:17).

## Andere Abteilungen
Außer der Handballabteilung gibt es beim TVH Abteilungen für Square Dance, Badminton, Taekwondo und Tennis.